# Francesco Scipione Maria Borghese
Francesco Scipione Maria Borghese (ur. 20 maja 1697 w Rzymie, zm. 21 czerwca 1759 tamże) – włoski kardynał.

## Życiorys
Urodził się 20 maja 1697 roku w Rzymie, jako syn Marcantonia Borghese i Livii (albo Flamini) Spinoli. Studiował na La Sapienzy, gdzie uzyskał doktoraty z teologii i utroque iure, a następnie został referendarzem Trybunału Obojga Sygnatur. 19 lutego 1728 roku przyjął święcenia diakonatu, a sześć dni później – prezbiteratu. 8 marca został wybrany tytularnym arcybiskupem Traianopolis, a 30 marca przyjął sakrę. Jednocześnie został asystentem Tronu Papieskiego, a rok później – prefektem Pałacu Apostolskiego. 6 lipca 1729 roku został kreowany kardynałem prezbiterem i otrzymał kościół tytularny San Pietro in Montorio. 25 września 1752 roku został podniesiony do rangi kardynała biskupa i otrzymał diecezję suburbikarną Albano. Zmarł 21 czerwca 1759 roku w Rzymie.